# بوب لي (لاعب كرة قاعدة)
بوب لي (بالإنجليزية: Bob Lee)‏ هو لاعب كرة قاعدة أمريكي، ولد في 26 نوفمبر 1937 في أوتوموا في الولايات المتحدة.

## وصلات خارجية
- بوب لي على موقع دوري كرة القاعدة الرئيسي (الإنجليزية)
- بوب لي على موقعبيزبول رفرنس.كوم (الدوري الرئيسي) (الإنجليزية)
- بوب لي على موقعبيزبول رفرنس.كوم (الدوري الثانوي) (الإنجليزية)